# 尾形幸子
尾形 幸子 （おがた さちこ、1985年5月30日 - ）は埼玉県出身のファッションモデル。

## 略歴
趣味はショッピング、音楽鑑賞。特技はピアノ。
2002年、第33回ノンノ・モデル、グランプリを獲得。2005年までnon-noの専属モデルを務める。

## 出演

### 雑誌
- non-no
- Soup.
- FYTTE

### ショー
- non-no 「Fashion Cafe」
- ルミネ 「'07 s/s collection」